# Ньон (Франция)
Ньонс (фр. Nyons [njɔ̃s], окс. Niom) — один из древнейших городов Прованса, в исторической области Баронни, неподалёку от Мон-Ванту. Стоит на реке Эг, через которую перекинут живописный средневековый мостик. Ныне коммуна французского департамента Дром с населением 7,1 тыс. жит. (2007).
Ньон — побратим одноимённого швейцарского города, с которым его часто путают. Летом в ньонсе может быть до 40° жары. Ньонс известен своим римским мостом.

## История
Ньон возник задолго до нашей эры как поселение секванов, Ниракс (Nyrax). Топоним встречается уже у Гекатея Милетского. До XIII века принадлежал архиепископам Арля, затем — сеньорам де Монтобан, в 1315 г. вошёл в состав Дофине. Сильно вырос в значении за годы Авиньонского пленения пап. Во время Реформации большинство горожан приняло кальвинизм. В годы борьбы с гугенотами кардинал Ришельё повелел снести все городские укрепления.

## Достопримечательности
К основным достопримечательностям Ниона принадлежат средневековый квартал и башня, выстроенная в 1280 году Рандонном де Монтобаном. Мост через Эг был построен в 1407 году. Мост однопролётный, длина пролёта превышает 40 метров. С 1983 г. на берегу Эга высажен ботанический сад, специализирующийся на ароматических растениях.

## Уроженцы
- Адриан Бертран — писатель, лауреат Гонкуровской премии (1914).